# Bentong (Sprache)
Bentong  ist eine auf Sulawesi gesprochene Sprache. Sie gehört zu den austronesischen Sprachen. Sie ist nahe mit der Makassar-Sprache verwandt.